# Erwin Lambert
Erwin Hermann Lambert (Schildow, 7 dicembre 1909 – Stoccarda, 15 ottobre 1976) è stato un militare, funzionario e costruttore tedesco, supervisionò la costruzione delle camere a gas per il progetto Aktion T4 ("eutanasia") nei centri di Hartheim, Sonnenstein, Bernburg e Hadamar, e successivamente nei campi di sterminio di Sobibór e Treblinka durante l'Operazione Reinhard.
Era specializzato nella progettazione e costruzione di camere a gas più grandi ed efficienti al fine di sveltire le operazioni di sterminio di massa nel corso della soluzione finale della questione ebraica.

## Biografia
Lambert nacque il 7 dicembre 1909 a Schildow nel circondario del Niederbarnim. Suo padre venne ucciso nella prima guerra mondiale; il patrigno era titolare di un'impresa di costruzioni edili a Schildow. Dopo la scuola dell'obbligo, Lambert divenne apprendista, prima come fabbro ferraio, e poi come muratore. Dopo il passaggio dell'esame d'apprendistato, nella metà degli anni venti frequentò la scuola per impresari edili a Berlino, e si diplomò negli anni trenta.
Nel marzo 1933, dopo la salita al potere di Hitler, si iscrisse al Partito Nazista.
Alla fine del 1939, i responsabili del programma Aktion T4 contattarono Lambert per reclutarlo. Egli accettò l'offerta nel gennaio 1940. Lambert fu assunto in qualità di capomastro addetto alla supervisione dei lavori di edilizia.

### Costruzione delle camere a gas

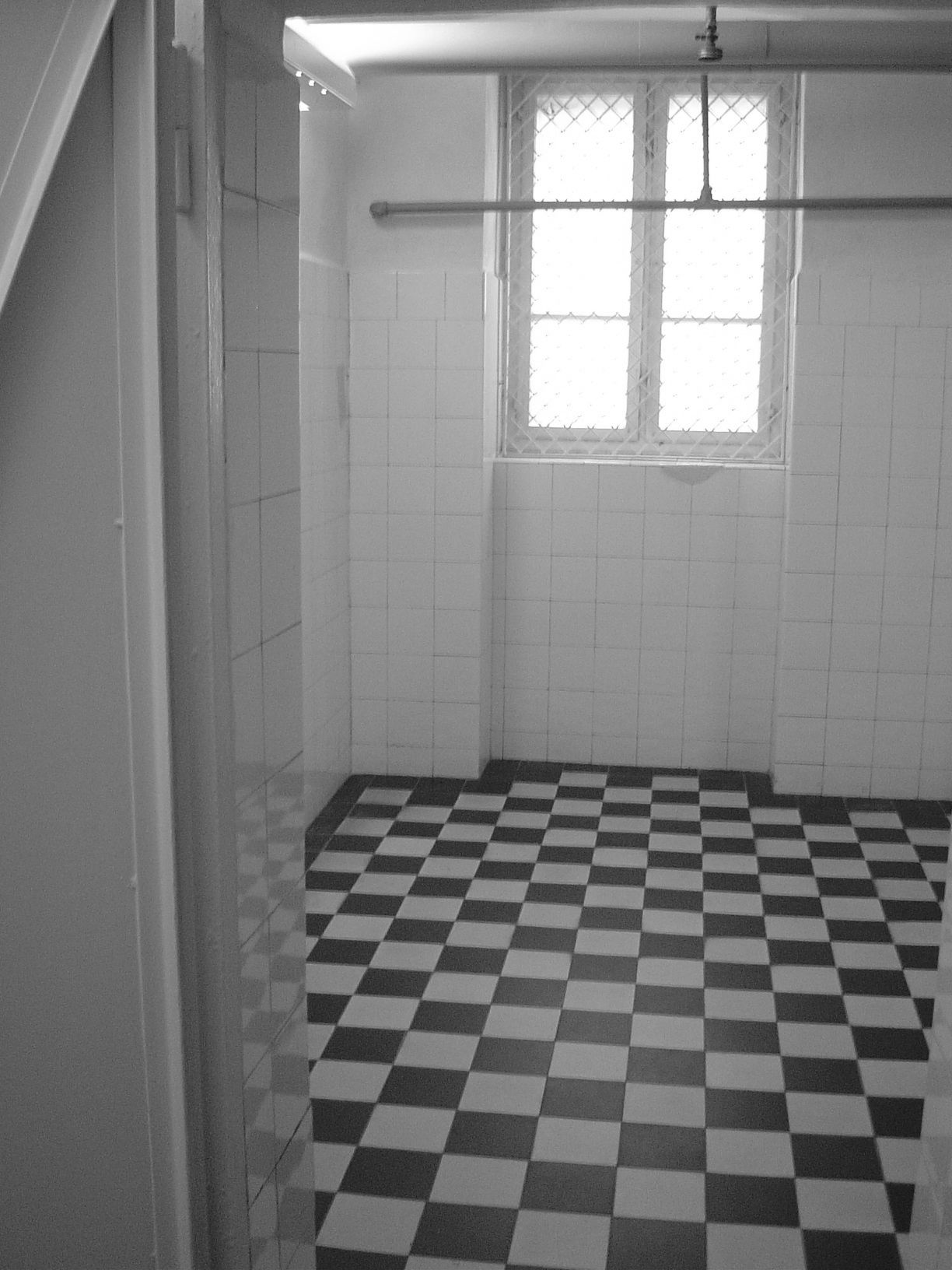
Camera a gas di Bernburg, progettata da Erwin Lambert

Il primo incarico di Lambert fu quello di lavorare alla costruzione dei centri di sterminio del progetto T4 (riservato a persone affette da malattie genetiche inguaribili e da portatori di handicap mentali), in particolare nell'edificazione delle camere a gas e dei forni crematori per lo smaltimento dei corpi. Dopo la cattura, nella sua testimonianza in tribunale a sua difesa, egli dichiarò di essersi occupato solamente di erigere delle stanze divisorie e dell'installazione di porte, affermazione poi ampiamente smentita. Poiché i centri di Brandenburg e Grafeneck erano stati già completati prima dell'arrivo di Lambert al progetto T4, egli si occupò di Hartheim, Sonnenstein, Bernburg, e Hadamar in veste di esperto "per la costruzione di camere a gas".
Al termine del progetto T4, Lambert venne trasferito all'Operazione Reinhard nella zona di Lublino nella Polonia orientale per selezionare muratori da destinarsi alla costruzione delle camere a gas nei campi di Sobibór e Treblinka. A Lublino Lambert entrò a far parte delle SS. Durante questo periodo, tuttavia, il suo lavoro fu spesso interrotto a causa di ulteriori progetti edili in Germania ed Austria riguardanti lo sviluppo del progetto Aktion 14f13. Con l'aiuto di volontari ucraini, e prigionieri ebrei condannati, Lambert completò la costruzione delle camere a gas di Sobibor e Treblinka: "utilizzando le sue esperte conoscenze nel campo degli impianti per la gassazione, Lambert fu in grado di completare il lavoro sulla grande camera a gas [di Treblinka] in maniera rapida ed efficiente".
Durante il processo di Sobibór svoltosi a Hagen, in Germania dal 6 settembre 1965 al 20 dicembre 1966, Lambert testimoniò quanto segue:
In aggiunta, Lambert diresse i lavori edili presso svariati altri campi di lavoro nelle vicinanze, come quelli di Dohorucza e Poniatowa. Notoriamente, Lambert cercò sempre di restare un professionista devoto esclusivamente al proprio lavoro senza farsi coinvolgere dalle condizioni nelle quali operava. Secondo uno dei sopravvissuti, Jankiel Wiernik, Lambert evitava di passare davanti alle cataste di cadaveri e trattava in maniera professionale i suoi sottoposti lavoratori ebrei.
Alla conclusione dell'Operazione Reinhard, Lambert fu trasferito a Trieste, dove continuò la sua opera di progettista installando i forni crematori del campo di concentramento della Risiera di San Sabba.

### Cattura, arresto successivo e morte
Il 15 maggio 1945 Lambert fu catturato dagli inglesi e consegnato agli americani, che lo portarono in un campo di prigionia a Aalen, Baden-Württemberg. Venne successivamente trasferito a Schwaikheim, ed una volta liberato si stabilì a Stoccarda. Lì divenne un lavoratore autonomo iniziando la professione di venditore di piastrelle in ceramica.
Il 28 marzo 1962 venne nuovamente arrestato. Nel corso del primo processo di Treblinka del 1965, venne condannato a quattro anni di carcere per aver contribuito al favorire lo sterminio di almeno 300.000 persone. Al termine delle pena, venne scarcerato. Al processo di Sobibór nel 1966, Lambert venne assolto. Ai vari processi negò sempre ogni coinvolgimento nello sterminio di massa dichiarando di aver solo sospettato che gli edifici costruiti servissero per uccidere delle persone e non per la sola disinfestazione. Lambert morì il 15 ottobre 1976.